# RFID

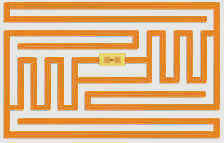
Etykieta Electronic Product Code RFID używana w Walmart

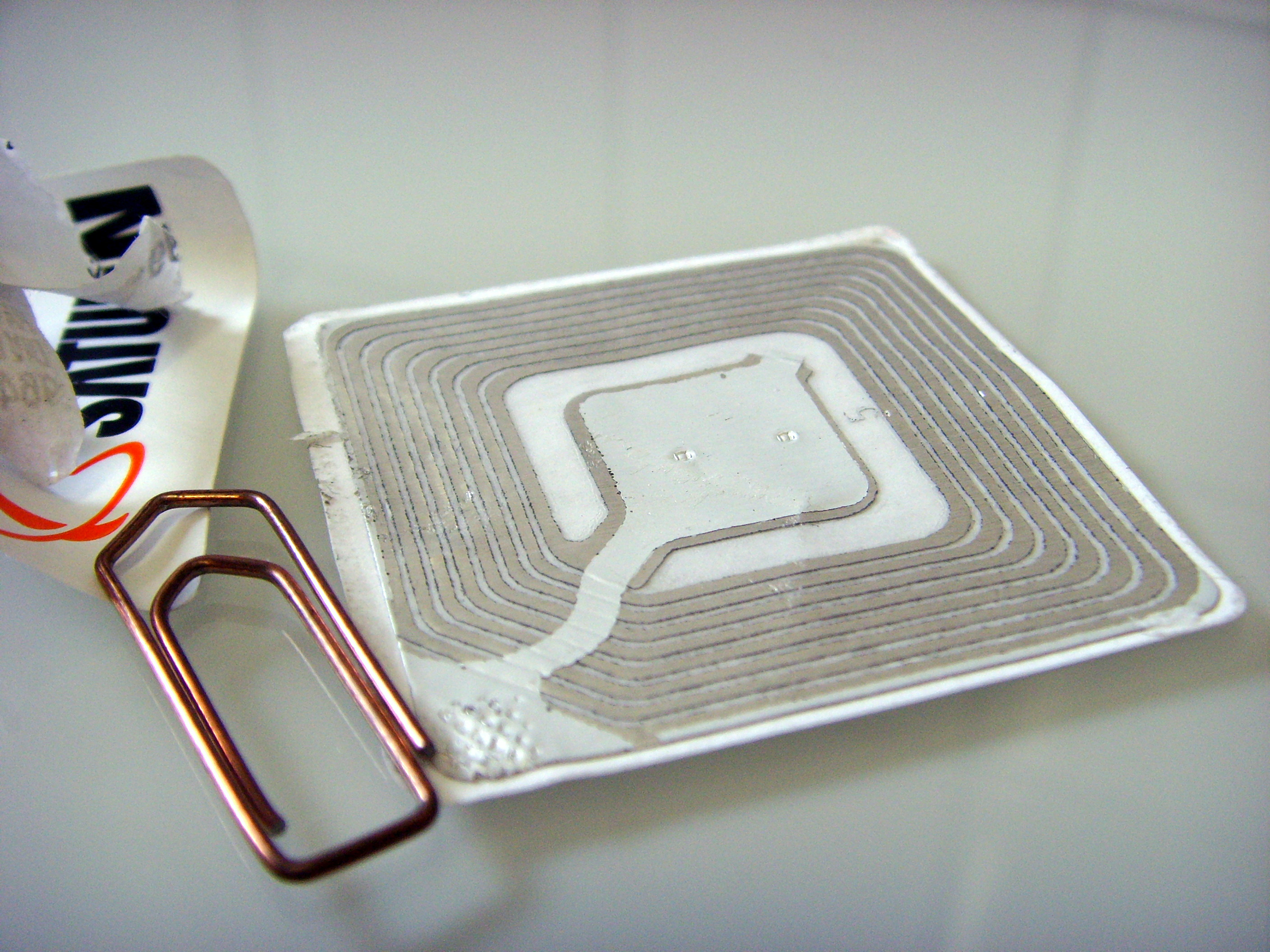
Porównanie rozmiarów naklejki RFID zabezpieczającej płyty DVD ze spinaczem biurowym

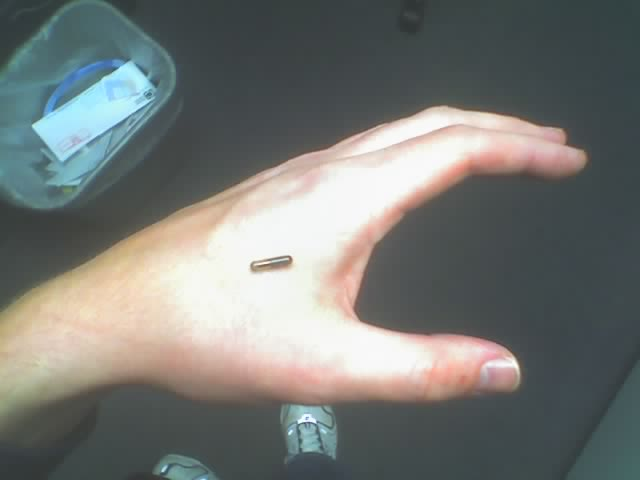
Biochip RFID przed wszczepieniem na lewą dłoń

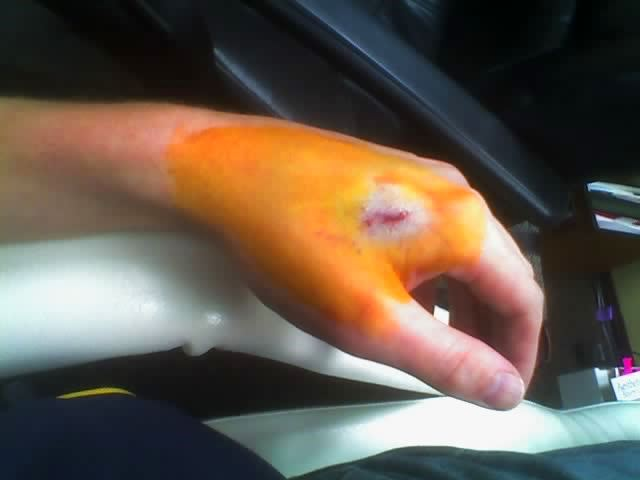
RFID po wszczepieniu

RFID (ang. radio-frequency identification, systemy (zdalnej) identyfikacji radiowej, technologie radiowych identyfikatorów) – technologia, która wykorzystuje fale radiowe do przesyłania danych oraz zasilania elektronicznego układu (etykieta RFID) stanowiącego etykietę obiektu przez czytnik, w celu identyfikacji obiektu. Technika umożliwia odczyt, a czasami także zapis układu RFID. W zależności od konstrukcji umożliwia odczyt etykiet z odległości do kilkudziesięciu centymetrów lub kilku metrów od anteny czytnika. System odczytu umożliwia identyfikację wielu etykiet znajdujących się jednocześnie w polu odczytu.
RFID przytwierdzony do przedmiotu może być jedną z form zabezpieczenia przedmiotów przed ich fałszowaniem.

## Działanie systemu
W podstawowej konfiguracji system składa się z:
- Układu czytnika:
  - czytnika zawierającego nadajnik, odbiornik i dekoder,
  - anteny nadawczo-odbiorczej lub dwóch anten: nadawczej i odbiorczej,
- Układu etykiet zwanych transponderami lub znacznikami składającymi się z:
  - układu elektronicznego, będącego układem scalonym bez obudowy, mogą mieć rozmiary od 0,4 × 0,4 mm, które zazwyczaj nie mają własnego zasilania (pasywne),
  - anteny.

Działanie systemu jest następujące: czytnik za pomocą anteny nadajnika wytwarza falę elektromagnetyczną, ta sama lub druga antena odbiera fale elektromagnetyczne, które są następnie filtrowane i dekodowane, tak by odczytać odpowiedzi znaczników.
Znaczniki pasywne nie posiadają własnego zasilania, gdy znajdą się w polu elektromagnetycznym o częstotliwości rezonansowej układu odbiorczego gromadzą odebraną energię w kondensatorze zawartym w strukturze znacznika. Po odebraniu wystarczającej energii, wysyłana jest odpowiedź zawierająca kod znacznika. W większości zastosowań nadawanie fali ładującej i informującej układ o znalezieniu się w polu czytnika jest przerywane, a transpondery odpowiadają w momentach przerw nadawania. Transponder, nie odpowiada natychmiast, lecz po pewnym czasie, a jeśli odpowiedział i pozostaje w polu fali elektromagnetycznej, to pozostaje nieczynny przez określony czas, co umożliwia odczyt wielu transponderów znajdujących się jednocześnie w polu odczytu.
Najczęściej wykorzystywana jest częstotliwość 125 kHz, pozwalająca na odczyt z odległości nie większej niż ok. 10 cm, ale bardziej skomplikowane systemy, umożliwiające np. zapis i odczyt informacji, pracują przy częstotliwości 13,56 MHz i mogą zapewniać zasięg do nawet metra. Inne stosowane częstotliwości pracy – 868…956 MHz, 2,4 GHz, 5,8 GHz – zapewniają zasięg do 3, a nawet 6 m.

## Historia
Początki identyfikacji radiowej sięgają lat 40. XX w., gdy pojawiły się urządzenia na bazie wykrywaczy metali. Pierwsze sklepowe systemy antykradzieżowe, oparte na dekodowaniu nalepki z obwodem rezonansowym lub systemy magnetoakustyczne, wykorzystujące namagnesowane blaszki, zaczęły funkcjonować od lat 60. XX w. Pełna identyfikacja radiowa pojawiła się w latach 70. XX w., a pierwszym systemem ogólnie dostępnym był Tiris firmy Texas Instruments.

## Standardy RFID
Ze względu na techniczną realizację RFID (rodzaj kodowania, wielkość pamięci znacznika, szybkość transmisji, rozróżnialność wielu znaczników w zasięgu czytnika itp.), występuje wiele różnych standardów:
TirisJeden z pierwszych systemów, oparty na transmisji FM.
Zastosowanie: handel.
UniqueNajprostszy i najpowszechniej stosowany obecnie system RFID. Znaczniki pasywne, zapisywane pierwotnie unikalnym kodem podczas produkcji, obecnie pojawiają się karty zdublowane. Częstotliwość 125 kHz, prędkość transmisji 2 kb/s.
Zastosowanie: kontrola dostępu, rejestracja czasu pracy.
Q5System wykorzystujący programowalne znaczniki, reagujące np. na określone hasło.
HitagStandard do zastosowań przemysłowych, umożliwia zapis i odczyt wiadomości w znacznikach; znaczniki pasywne. Częstotliwość 125 kHz, prędkość transmisji 4 kb/s. Algorytm antykolizyjny, możliwość kodowania danych.
Zastosowanie: systemy pobierania opłat (np. wyciągi narciarskie), systemy oznaczania produktów, znakowanie zwierząt.
ISO/IEC 14443 (MIFARE)Standard zawierający możliwość stosowania zarówno prostych znaczników pamięciowych, jak i bardzo skomplikowanych – zawierających procesory obsługujące szyfrowanie. Częstotliwość 13,56 MHz, prędkość transmisji 106 kb/s. Standard opracowany przez firmę Philips.
Zastosowanie: karty bankowe (smart-cards); karty identyfikacyjne; bilety.
IcodeStandard charakteryzujący się bardzo płaskimi znacznikami; znaczniki umożliwiają zapis i odczyt (512 b pojemności). Częstotliwość 13,56 MHz. Możliwość obsługi do 30 znaczników na sekundę.
Zastosowanie: sprzedaż detaliczna, biblioteki, kontrola przepływu przesyłek, ewidencja wyposażenia.
EPC C1G2Globalny standard RFID dla częstotliwości UHF, charakteryzujący się dalekim zasięgiem odczytu. Powszechnie stosowany w logistyce magazynowej, w systemach parkingowych, w systemach pomiaru czasu w sporcie.

## Organizacje standaryzujące
- EPCglobal
- Association for Automatic Identification and Data Capture Technologies
- Auto-ID Labs

## Zastosowanie RFID

### Handel
RFID w handlu stosuje się najczęściej do śledzenia przepływu towarów od producenta do klienta. Technologia wspomaga zarządzanie łańcuchem dostaw poprzez dokładną identyfikację asortymentu. Technologia ta znajduje zastosowanie również w inwentaryzacji stanów magazynowych i sklepowych, w weryfikacji rozmieszczaniu towarów na półkach, w przyspieszaniu obsługi klienta przy kasie oraz w budowie samoobsługowych stanowisk kasowych self-check.

### Zarządzanie procesami logistycznymi i magazynowymi
Technologia RFID znajduje praktyczne zastosowanie w transporcie, składowaniu towarów czy zarządzaniu ich obrotem. Znaczniki umieszczane na pojazdach, obiektach i przedmiotach pozwalają monitorować ich położenie i ułatwiają zarządzanie przepływem. Zdalny odczyt informacji o towarach przyspiesza załadunek i rozładunek towarów. Ponadto znacznie szybsza jest też weryfikacja składowanego asortymentu w magazynach czy kompletacja zamówień. Stosując znaczniki RFID i anteny umieszczone w pobliżu wyjść (tzw. bramki), pracownicy magazynów są w stanie dokładnie kontrolować ilość i rodzaj wydawanego towaru.

### Zarządzanie opakowaniami zwrotnymi
Wdrożenie systemu RFID do systemu zarządzania opakowaniami zwrotnymi zwiększenia efektywności zarządzania opakowaniami zwrotnymi w łańcuchu dostaw. Wzrastająca skala wykorzystania RFID w procesach logistycznych wpływa na obniżenie kosztów dystrybucji już nie tylko samych opakowań, ale i towarów, do ceny których są przecież ostatecznie doliczane. Niedostateczna dotychczasowa kontrola stanu palet, kratek, piwnych kegów i innych kontenerów skutkowała zwiększonymi stanami zapasów, a także wysokimi kosztami, licznymi błędami i wydłużeniem czasu z racji braku automatyzacji procesów rejestracji. Zastosowanie czytników RFID do potwierdzenia wydań, przyjęć i przesunięć usprawnia lokalizację towarów i sprawdzenie zgodności z zapisem w bazie danych. Co istotne, metki RFID wykorzystywane mogą być na RFID wielokrotnie, aż do momentu utylizacji danego opakowania zwrotnego. Dodatkowo, eliminacja ręcznego ich przeliczania usprawnia na tyle proces zarządzania nimi, że ostatecznie zmniejsza ich liczbę w obiegu. Szczególnie widoczne jest to przy zestawieniu z sytuacją lawinowego zalania rynku opakowaniami jednorazowymi.

### Przemysł i produkcja
Po technologię RFID często sięgają duże i średnie firmy produkcyjne oraz zakłady przemysłowe i fabryki w celu synchronizacji procesów wytwarzania, realizowanych w różnych lokalizacjach. Znaczniki RFID są umieszczane na obiektach, pojazdach, maszynach, narzędziach oraz innym sprzęcie, co pozwala zautomatyzować czynności związane z ich identyfikacją. Za pomocą RFID systemy produkcyjne są w stanie automatycznie odczytywać informacje na przykład o zrealizowanej produkcji, dostępnych maszynach, narzędziach, czy komponentach wchodzących w skład wytwarzanego produktu. RFID bardzo często wspomaga też tzw. traceability, czyli śledzenie produkcji.

### Budownictwo
Firmy budowlane wykorzystują RFID do kontroli wartościowego sprzętu budowlanego i zarządzania jego obrotem. Umieszczone na maszynach i narzędziach transpondery RFID pomagają ewidencjonować posiadane wyposażenie oraz umożliwiają bieżący monitoring. W ten sposób sprzęt, narzędzia i zużycie materiałów są pod ciągłą kontrolą, co wpływa na zachowania ludzi i pozwala wyeliminować często spotykane w tej branży nadużycia, takie jak kradzież narzędzi i materiałów przez pracowników czy wykorzystywanie sprzętu do celów prywatnych bez wiedzy przełożonych. Osoby nadzorujące majątek i zajmujące się przydzielaniem zasobów mają ciągle aktualną informację o lokalizacji danego wyposażenia, co przyspiesza planowanie i realizację zadań.

### Inwentaryzacja majątku w firmach i organizacjach
Wiele organizacji posiadających rozległy majątek podlegający obowiązkowej okresowej inwentaryzacji, ułatwia sobie ten proces przez zastosowanie znaczników RFID, kolektorów danych i odpowiedniego oprogramowania. Poszczególne składniki majątku (środki trwałe, jak również wyposażenie) są znakowane tagami RFID, co znacznie skraca przebieg spisu z natury. Komisja inwentaryzacyjna dokonuje automatycznego odczytu informacji w transponderach za pomocą kolektora danych z wbudowanym czytnikiem RFID. W porównaniu z ręcznym skanowaniem kodów kreskowych, będących tradycyjną metodą oznaczania majątku, technologia RFID zapewnia większą wygodę i znacznie szybszą pracę.

### Identyfikacja osób, kontrola i ograniczenia dostępu
Częstym zastosowaniem RFID są też identyfikatory personalne, przyjmujące postać plastikowej karty z wbudowanym chipem. Służą one nie tylko samej identyfikacji osób, ale także rejestracji wykonywanych przez nie czynności czy autoryzacji dostępu. Wykorzystuje się je w firmach i organizacjach do rejestracji czasu pracy i zabezpieczania niektórych pomieszczeń, zasobów oraz informacji przed osobami niepowołanymi. Karty (lub innego rodzaju tagi RFID) mogą być również używane do kontroli ruchu pojazdów na prywatnych parkingach, na które wjechać mogą tylko osoby uprawnione. Dzięki RFID weryfikacja uprawnień i otwarcie bram, czy szlabanów następuje automatycznie. W podobny sposób organizacje zabezpieczają dostęp do magazynów z cennymi zasobami, do których wejść mogą jedynie osoby posiadające stosowne uprawnienia i identyfikatory.

## Zagrożenia
Identyfikatory RFID wzbudzają kontrowersje związane z bezpieczeństwem i prywatnością. Technika zdalnego odczytywania danych identyfikacyjnych może prowadzić do niepożądanych efektów, takich jak łatwość dostępu do poufnych danych zapisanych na kartach RFID czy śledzenie obecności dysponenta takiej karty.
Wykorzystane w sposób niewłaściwy, RFID stanowi zagrożenie dla prywatności konsumentów, doprowadzając do utraty anonimowości kupujących i ograniczenie wolności obywatelskich.